# Santa Eugènia del Congost
Santa Eugènia del Congost, és un poble i cap del municipi de Tagamanent, Vallès Oriental (Catalunya).

## Definició
És un poble del municipi de Tagamanent, en gran part disseminat, centrat per l'església parroquial de Santa Eugènia, a la dreta del Congost, prop del mas Santaeugènia.

## Història
L'església existia l'any 1037; era la capella de l'antic casal del Congost, transformat després en el mas Santaeugènia. La formació d'un notable grup de masos al Congost, les Casetes del Congost, prop del camí ral, feu que els rectors de Tagamanent hi celebressin missa el diumenge des del segle xvii.

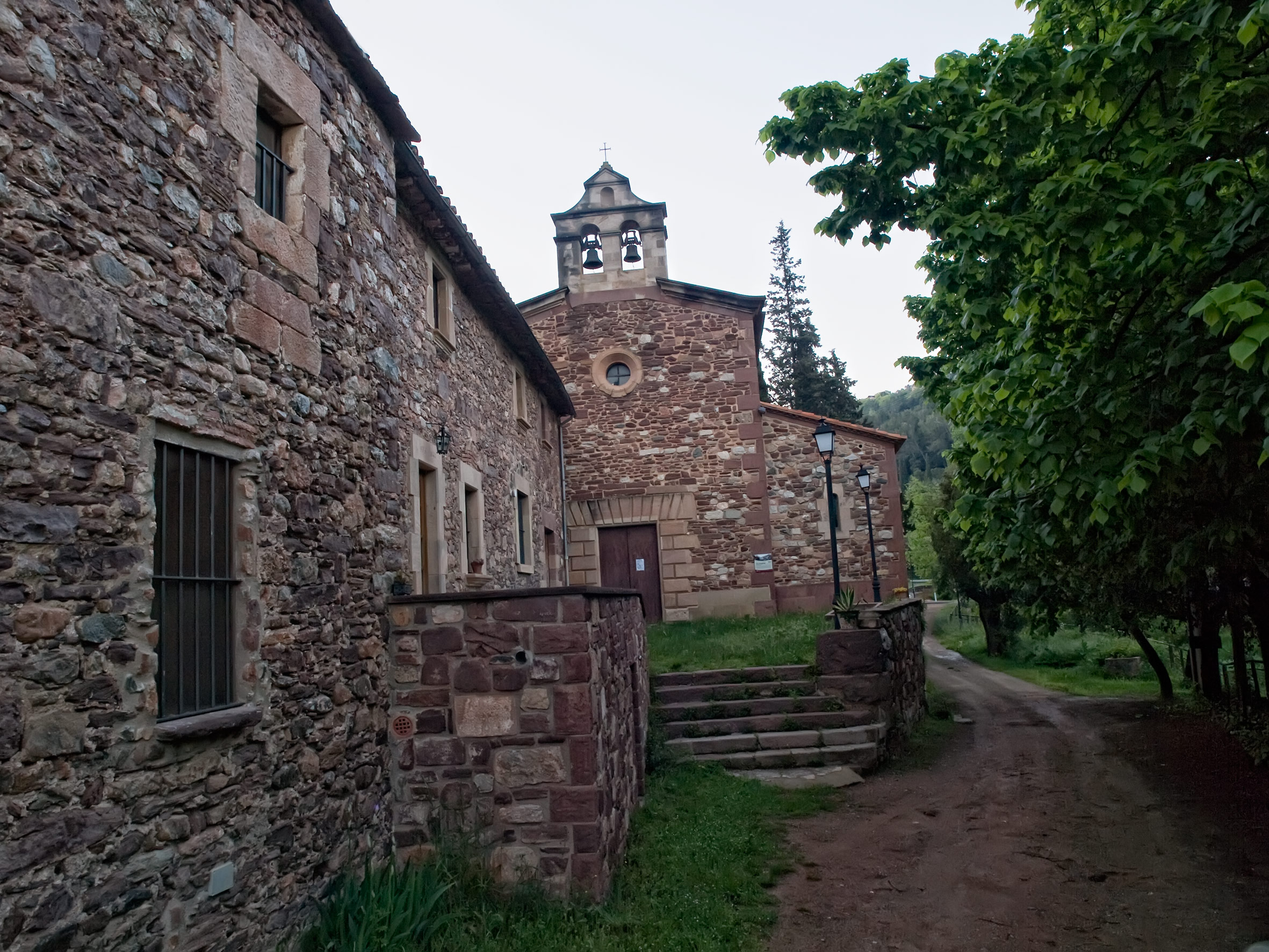
Església de Santa Eugènia del Congost (dreta), al costat del mas Santaeugènia

Un punt d'inflexió fou l'any 1599 quan un privilegi reial de Felip II d'Aragó i Catalunya, n'autoritzà l'exportació de vi de collita pròpia. Aquesta cessió marcà l'inici d'un important impuls econòmic que girà entorn del conreu de la vinya i l'obertura de nous mercats per a aquest producte, aquest bon cicle econòmic feu que s'hi establissin al segle xvii un munt de masos al voltant del veral del Congost. Es calcula que la producció de vinya era d'una mitjana de tres-centes càrregues de vi anuals a tota la vall del Congost, per tant el pes a l'economia d'aquest cultiu en fou molt important per a tots els masos tagamanentins.
L'any 1855 es transformà en parròquia amb certa vinculació a Santa Maria de Tagamanent (fou ampliada al mateix segle xix i renovada modernament). L'abandonament de Santa Maria de Tagamanent després del 1936 motivà que l'església es convertís en parroquial i que el lloc esdevingués cap del municipi.
Modernament és un dels tres pobles que formen el municipi de Tagamanent.